# Escultura al Parc de la Font del Gat (Manresa)
L'Escultura al Parc de la Font del Gat (Manresa) és una obra del municipi de Manresa (Bages) realitzada per l'artista manresà Jaume Soldevila. Fou creada per commemorar els 25 anys de l'obertura de la seu de la delegació del Bages-Berguedà-Anoia del Col·legi d'Aparelladors, Arquitectes Tècnics i Enginyers d'Edificació de Barcelona (1988-2013).
Es va inaugurar el dia 28 de juny de 2014.
El monument està situat al Parc de la Font del Gat, a la cantonada de l'avinguda Abat Oliva amb el carrer Dante, de Manresa.

## Descripció
Consisteix en un jeroglífic format per una base de formigó que aguanta un tríptic compost de ferro corten i marbre tavertí que incorpora tot d'elements significatius de la tasca que realitzen arquitectes tècnics i aparelladors, com les bigues i l'arc, mesclats amb referències paisatgístiques de la comarca del Bages.
En l'escultura, hi ha una grua, que comença al ferro i acaba al marbre. En penja un cubilot, que llença formigó. També s'hi endevina una plomada i una esquadra i un escaire, per fer els angles de 45 i 60 graus. Tot plegat construeix un edifici, que esdevé unes muntanyes de Montserrat, que simbolitzen el Bages. Les muntanyes passen cap a la peça de marbre i deriven en un escut de Manresa. A dalt, dos elements professionals com les bigues i l'arc, una combinació del més pràctic i el més artístic.
I tot el procés es resumeix en la A del logotip del col·legi que, com en la medalla dels 25 anys també dissenyada per Soldevila, es combina amb l'home de Vitruvi, el paradigma de la proporció.